# Urugvajski olimpijski odbor
Urugvajski olimpijski odbor (špa. Comité Olímpico Uruguayo, pokrata COU) osnovan je 1923. godine kao središnji odbor (savez) za sve olimpijske športove kojima se bave urugvajski športaši. Iste godine kada je Odbor i osnovan, postao je punopravni član Međunarodnog olimpijskog odbora (MOO-a) te je time postao izvršno i glavno športsko tijelo za organiziranje odlaska urugvajskih športaša olimpijaca na Olimpijske igre i za provođenje olimpijskih pravila te održavanje prednatjecanja za Olimpijske igre.
Osim MOO-a, Odbor je član Panameričkog športskog saveza (PASO-a), ACNO-a i Južnoameričkog športskog saveza (ODESUR-a).
Predsjednik Odbora je Julio Maglione, koji je i od 2009. predsjednik FINA-e. Ovo je njegov drugi mandat nakon reizbora 1987. godine.
Najistaknutiji i najuspješniji član odbora jest Urugvajski nogometni savez, a uz njega isatknutiji savezi članovi su i Urugvajski biciklistički savez i Urugvajski veslački savez.

## Vanjske poveznice
- (šp.) cou.org.uy - služeben stranice Urugvajskog olimpijskog odbora